# Stanisław Michał Rybarczyk
Stanisław Michał Rybarczyk (ur. 1958) dyrygent, animator kultury, menedżer i pedagog związany ze środowiskiem wrocławskim, działacz na rzecz dialogu ekumenicznego i międzyreligijnego, współpracy międzynarodowej i międzykulturowej.
Studia dyrygenckie odbył w Poznaniu i Wrocławiu pod kierunkiem Stefana Stuligrosza, Renarda Czajkowskiego, Marka Tracza i Marka Pijarowskiego. Ponadto studiował grę na organach, a na Uniwersytecie Wrocławskim - filologię polską.
Od roku 1985 do 1989 był związany zawodowo z Wojewódzkim Domem Kultury we Wrocławiu, gdzie był dyrygentem i kierownikiem artystycznym Kameralnego Chóru Męskiego „Cantilena” (1985-1990), z którym zdobył m.in. I nagrodę na Dniach Muzyki Cerkiewnej w Hajnówce (1987) oraz III nagrodę i nagrodę specjalną na Festiwalu w Oldenzaal (Holandia, 1988).
W latach 1989–1991 był dyrektorem i kierownikiem artystycznym Zespołu Kameralnego PR i TV we Wrocławiu, z którym dokonał wielu nagrań, szczególnie muzyki polskiego baroku i renesansu. Dyrygent Opery Wrocławskie (1984-1994), gdzie zrealizował  łącznie kilkadziesiąt oper m.in. „Straszny dwór” St. Moniuszki, „Manru” I. Paderewskiego, „Napój miłosny” Donizettiego, „Holendra tułacza” R. Wagnera. W tym okresie był także wykładowcą Akademii Muzycznej we Wrocławiu (1993-1996). Od 1991 r. współpracuje jako dyrygent z wrocławską Agencją Artystyczną „Pro Musica” i jej zespołami, w szczególności z Wielką Operą Polską. Podczas wielu koncertów i spektakli europejskich dyrygował m.in. „Czarodziejskim fletem” W.A. Mozarta, „Nabucco” G. Verdiego, „Carmen” G. Bizeta, „Aidą“ G. Verdiego, „Carmina Burana“ C. Orffa, Galą Operową i Galą Straussowską. Współpracował także z Theater Goerlitz (Niemcy) i Nadace Hans Krasa – Terezin (Czechy)
Dyrygent i kierownik artystyczny Chóru Kameralnego Filharmonii Wrocławskiej (1993-1997), Orkiestry Symfonicznej i Kameralnej wrocławskiego Liceum Muzycznego (1994-2004), Chóru Synagogi Pod Białym Bocianem (od 1996), Polsko-Niemieckiej Młodej Filharmonii Dolny Śląsk (od 2000), Chóru Papieskiego Wydziału Teologicznego we Wrocławiu (2002-2005). W roku 2010 był dyrektorem naczelnym i artystycznym Filharmonii Sudeckiej w Wałbrzychu.
Od 1999 r. jest dyrektorem artystycznym, zainicjowanych przez siebie, prestiżowych wrocławskich przedsięwzięć artystycznych: „Wieczorów Tumskich”, „Koncertów Hawdalowych”, Festiwalu Kultury Żydowskiej „Simcha” /wraz z Karoliną Szykier – Koszucką/, a także Dolnośląskich Koncertów Hawdalowych. W latach 2004–07 był dyrektorem artystycznym „Young Classic Wratislavia” Festiwalu Młodych Orkiestr, a w latach 2005-07 – Wieczorów Świdnickich. Od 2012 roku jest dyrektorem artystycznym Międzynarodowego Festiwalu Moniuszkowskiego w Kudowie. Wspólnie z Jerzym Kichlerem zainicjował powstanie Fundacji „Dzielnica Wzajemnego Szacunku Czterech Wyznań”. W latach 2005–06 był wiceprzewodniczącym, a od 2006 r. jest przewodniczącym zarządu Fundacji Dzielnica Wzajemnego Szacunku Czterech Wyznań we Wrocławiu.
Wystąpił na wielu festiwalach w kraju m.in. na Wratislavia Cantans, Festiwalu Kultury Żydowskiej w Krakowie, Festiwalu Muzyka w dawnym Krakowie, Silesia Sonans, Legnica Cantat, Festiwalu Musica Antiqua Europae Orientalis w Bydgoszczy, Festiwalu Moniuszkowskim w Kudowie, Festiwalu Gaude Mater w Częstochowie, Przeglądzie Piosenki Aktorskiej we Wrocławiu, Opolskich Dniach Oratoryjnych, Festiwalu „Warszawa Singera” i za granicą m. in w Rydze, Wiesbaden, Nancy, Madrycie, Berlinie i Tallinie. Koncertował i współpracował z wieloma znakomitymi Artystami: Jerzym Maksymiukiem, Stefanem Stuligroszem, Adamem Hanuszkiewiczem, Josephem Malovanym, Radosławem Żukowskim, Haliną Słoniowską, Piotrem Łykowskim, Moshe Sternem, Kazimierzem Myrlakiem, Romualdem Sroczyńskim, Januszem Monarchą, Krzysztofem Kolbergerem, Jerzym Mechlińskim, Bogusławem i Krzysztofem Bruczkowskimi, Lwem Kuznietzovem, Andorem Izsakiem, Bente Kahan, Justyną Steczkowską, Wiesławem Hejną, Romanem Kołakowskim, Alberto Mizrahim i wieloma innymi.
Współpracował przy realizacji filmów: „Seszele”, w reżyserii Bogusława Lindy, „Deszczowy żołnierz” i „Wygrany” w reżyserii Wiesława Saniewskiego oraz kilku innych. Występował także w epizodach aktorskich.

## Wyróżnienia
Za swoją działalność artystyczną i społeczną wyróżniony m.in. Nagrodą Św. Brata Alberta, Brązowym Medalem „Zasłużony Kulturze Gloria Artis”, polsko-niemiecką nagrodą „Germanus”, medalami „Zasłużony dla Tolerancji”, „Zasłużony dla Województwa Dolnośląskiego” oraz „Merito de Wratislavia – Zasłużony dla Wrocławia”.